# Sober (Pink)
Sober is een nummer van zangeres Pink. Het nummer werd uitgebracht als tweede single van haar vijfde studioalbum Funhouse. In Nederland werd het nummer, net als voorganger So What, door Radio 538 verkozen tot Alarmschijf.

## Betekenis
Pink schreef Sober tijdens een feest wat ze bij haar thuis gaf. Iedereen was dronken behalve zij zelf, waardoor ze wilde dat al haar gasten zouden gaan. Ze ging naar het strand met een zin in haar hoofd: "How do I feel so good sober?" (Hoe kan ik me nuchter zo goed voelen?). Eigenlijk heeft het uiteindelijke nummer echter niets met alcohol te maken, maar met identiteit.

## Videoclip
De videoclip van Sober werd eind september gefilmd in Stockholm, Zweden. In Australië en Nieuw-Zeeland werd een livevideo gebruikt om het nummer te promoten, totdat de officiële clip uitkwam op 25 november.
De clip begint met beelden van een stad, waarna een kleine tv aangezet wordt in Pinks slaapkamer. Op de tv is Pink te zien met een witte pruik en dito kleding, waarna het nummer begint. Pink ligt op bed terwijl je nog net een meisje de kamer uit ziet lopen. Als het eerste couplet begint is Pink te zien, zittend op een sofa tijdens een feest, waar haar een tweede Pink te zien is, feestend, dronken en flirtend met verschillende mannen en vrouwen. Deze Pink is later overgevend te zien in de badkamer. De zingende Pink komt binnen om naast deze dubbelganger te zitten. In de volgende scène ligt Pink op bed. De dubbelganger belt haar op, maar Pink neemt niet op. Als het refrein begint zie je wederom beelden van Pink op bed en op de sofa, afgewisseld door beelden van een witte kamer waarin Pink een witte outfit en pruik draagt. In deze ruimte wordt ook het tweede couplet gezongen. Als het refrein weer begint is Pink te zien in de kamer waar het feest gehouden werd. Verschillende mensen liggen dronken en halfdood in de kamer, inclusief de dubbelganger van Pink. Deze scènes worden opgevolgd door scènes waarin Pink gepassioneerde seks heeft met de dubbelganger, met haarzelf dus. De clip eindigt als de ene Pink de slaapkamer uitloopt, de andere alleen achterlatend.

## Tracklist

### Cd-single
1. "Sober" — 4:11
2. "When We're Through" — 4:22

### Maxi cd-single
1. "Sober" — 4:11
2. "When We're Through" — 4:22
3. "Sober" (Bimbo Jones Radio Edit) — 3:04
4. "Sober" (Junior's Spinning Around Tribal Dub) — 9:00

## Hitnoteringen

### Nederlandse Top 40
| "Sober" in de Nederlandse Top 40 - binnen: 27-12-2008 | "Sober" in de Nederlandse Top 40 - binnen: 27-12-2008 | "Sober" in de Nederlandse Top 40 - binnen: 27-12-2008 | "Sober" in de Nederlandse Top 40 - binnen: 27-12-2008 | "Sober" in de Nederlandse Top 40 - binnen: 27-12-2008 | "Sober" in de Nederlandse Top 40 - binnen: 27-12-2008 | "Sober" in de Nederlandse Top 40 - binnen: 27-12-2008 | "Sober" in de Nederlandse Top 40 - binnen: 27-12-2008 | "Sober" in de Nederlandse Top 40 - binnen: 27-12-2008 | "Sober" in de Nederlandse Top 40 - binnen: 27-12-2008 | "Sober" in de Nederlandse Top 40 - binnen: 27-12-2008 | "Sober" in de Nederlandse Top 40 - binnen: 27-12-2008 | "Sober" in de Nederlandse Top 40 - binnen: 27-12-2008 | "Sober" in de Nederlandse Top 40 - binnen: 27-12-2008 | "Sober" in de Nederlandse Top 40 - binnen: 27-12-2008 | "Sober" in de Nederlandse Top 40 - binnen: 27-12-2008 | "Sober" in de Nederlandse Top 40 - binnen: 27-12-2008 | "Sober" in de Nederlandse Top 40 - binnen: 27-12-2008 | "Sober" in de Nederlandse Top 40 - binnen: 27-12-2008 |
| Week                                                  | 1                                                     | 2                                                     | 3                                                     | 4                                                     | 5                                                     | 6                                                     | 7                                                     | 8                                                     | 9                                                     | 10                                                    | 11                                                    | 12                                                    | 13                                                    | 14                                                    | 15                                                    | 16                                                    | 17                                                    |                                                       |
| ----------------------------------------------------- | ----------------------------------------------------- | ----------------------------------------------------- | ----------------------------------------------------- | ----------------------------------------------------- | ----------------------------------------------------- | ----------------------------------------------------- | ----------------------------------------------------- | ----------------------------------------------------- | ----------------------------------------------------- | ----------------------------------------------------- | ----------------------------------------------------- | ----------------------------------------------------- | ----------------------------------------------------- | ----------------------------------------------------- | ----------------------------------------------------- | ----------------------------------------------------- | ----------------------------------------------------- | ----------------------------------------------------- |
| Nummer                                                | 26                                                    | 10                                                    | 9                                                     | 5                                                     | 3                                                     | 3                                                     | 7                                                     | 9                                                     | 9                                                     | 10                                                    | 10                                                    | 14                                                    | 20                                                    | 27                                                    | 30                                                    | 33                                                    | 38                                                    | uit                                                   |

### NPO Radio 2 Top 2000
Sober stond alleen in 2015 in de NPO Radio 2 Top 2000, op plek 1991.